# Smrt u raju
Smrt u raju (eng. Death in Paradise) je britansko-francuska televizijska serija autora Roberta Thorogooda koja se premijerno prikazuje na britanskoj televiziji BBC od 25. listopada 2011., a na francuskoj televiziji France 2 od 2013. godine. U Hrvatskoj serija se premijerno prikazuje na Fox Crimeu od 30. listopada 2012., a na RTL-u od 2017. godine.
Nakon kraja dvanaeste sezone, serija je obnovljena za još dvije sezone (13. i 14.), s još dvama božićnim specijalima.
Spin-off serija, S one strane raja (Beyond Paradise), s Marshallovim likom Humphreyjem Goodmanom u glavnoj ulozi, počela se prikazivati 2023. godine.

## Radnja
Detektiv Richard Poole poslan je iz metropolitanske policije u Londonu istražiti ubojstvo britanskog policajca na izmišljenom karipskom otoku Saint Marie, britanskom prekomorskom području s francuskom kolonijalnom poviješću. Nakon pronalaska ubojice, njegovi nadzornici naređuju mu ostanak na otoku u službi detektivskoga ispektora.
Na početku treće sezone Poole je ubijen, a nespretni londonski detektiv Humphrey Goodman stiže istražiti smrt svojega mrtvog prethodnika. Zatim ostaje na otoku trajno kao novi detektiv, nakon što ga supruga obavijesti o razvodu. U drugoj polovici šeste sezone podnosi ostavku kako bi mogao započeti novi život u Londonu sa svojom djevojkom Marthom Lloyd, nakon što je s njom uspostavio vezu dok je boravila na Saint Marieu na odmoru. Goodmanova zamjena na Saint Marieju je Jack Mooney, nedavni udovac koji tuguje zbog gubitka supruge i koji je pomagao ekipi na slučaju u Londonu.
Mooney ostaje na otoku do sredine devete sezone, kada odluči da je spreman suočiti se sa sjećanjima na svoju preminulu suprugu i vraća se u London sa svojom kćeri. Njegova zamjena je Neville Parker, koji u početku ne voli biti na otoku i ima teške alergije, posebno na ubode komaraca. Na otok dolazi samo zato što im je potreban britanski detektiv za potpisivanje slučaja, a prisiljen je ostati duže nakon što ga bolest privremeno onesposobi za putovanje. Međutim, odlučuje ostati na otoku i na kraju mu se svidi način života na otoku.

## Pregled serije
U Hrvatskoj se serija premijerno prikazuje na Fox Crime od 30. listopada 2012., a na RTLu od 8. svibnja 2017. godine. Serija se jedno vrijeme reprizirala na RTL 2 i RTL Crime. Dvanaesta sezona premijerno je prikazana 26. prosinca 2023. na kanalu RTL Crime.
| Sezona | Sezona | Epizoda                | Prikazivanje u UK-u  | Prikazivanje u UK-u | Hrvatsko prikazivanje | Hrvatsko prikazivanje | Hrvatsko prikazivanje | Hrvatsko prikazivanje | Hrvatsko prikazivanje | Hrvatsko prikazivanje |
| Sezona | Sezona | Epizoda                | Prikazivanje u UK-u  | Prikazivanje u UK-u | Fox Crime             | Fox Crime             | RTL / RTL Crime       | RTL / RTL Crime       | BBC First             | BBC First             |
| Sezona | Sezona | Epizoda                | Premijera            | Finale              | Premijera             | Finale                | Premijera             | Finale                | Premijera             | Finale                |
| ------ | ------ | ---------------------- | -------------------- | ------------------- | --------------------- | --------------------- | --------------------- | --------------------- | --------------------- | --------------------- |
|        | 1.     | 8                      | 25. listoapada 2011. | 13. prosinca 2011.  | 30. listoapda 2012.   | 18. prosinca 2012.    | 8. svibnja 2017.      | 18. svibnja 2017.     |                       |                       |
|        | 2.     | 8                      | 8. siječnja 2013.    | 26. veljače 2013.   | 18. rujna 2013.       | 6. studenoga 2013.    | 22. svibnja 2017.     | 1. lipnja 2017.       |                       |                       |
|        | 3.     | 8                      | 14. siječnja 2014.   | 4. ožujka 2014.     | 11. studenoga 2015.   | 30. prosinca 2015.    | 5. lipnja 2017.       | 15. lipnja 2017.      |                       |                       |
|        | 4.     | 8                      | 8. siječnja 2015.    | 26. veljače 2015.   | 6. siječnja 2016.     | 24. veljače 2016.     | 19. lipnja 2017.      | 29. lipnja 2017.      |                       |                       |
|        | 5.     | 8                      | 7. siječnja 2016.    | 25. veljače 2015.   | 18. svibnja 2016.     | 6. srpnja 2016.       | 3. srpnja 2017.       | 13. srpnja 2017.      |                       |                       |
|        | 6.     | 8                      | 5. siječnja 2015.    | 23. veljače 2017.   | 12. travnja 2017.     | 31. svibnja 2017.     | 17. srpnja 2017.      | 27. srpnja 2017.      |                       |                       |
|        | 7.     | 8                      | 4. siječnja 2018.    | 22. veljače 2018.   | 4. svibnja 2018.      | 15. svibnja 2018.     | 25. studenoga 2020.   | 4. prosinca 2020.     |                       |                       |
|        | 8.     | 8                      | 10. siječnja 2019.   | 28. veljače 2019.   | 15. travnja 2019.     | 3. lipnja 2019.       | 7. prosinca 2020.     | 11. prosinca 2020.    |                       |                       |
|        | 9.     | 8                      | 9. siječnja 2020.    | 27. veljače 2020.   | 16. travnja 2020.     | 4. lipnja 2020.       | 17. srpnja 2023.      | 27. srpnja 2023.      | 13. siječnja 2021     | 3. ožujka 2021.       |
|        | 10.    | 8                      | 7. siječnja 2021.    | 18. veljače 2021.   | 15. travnja 2021.     | 3. lipnja 2021.       | 31. lipnja 2023.      | 13. kolovoza 2023.    | 4. siječnja 2022.     | 22. veljače 2022.     |
|        | 11.    | Božični specijal 2021. | 26. prosinca 2021.   | 26. prosinca 2021.  | 3. ožujka 2022.       | 3. ožujka 2022.       | 14. kolovoza 2023.    | 15. kolovoza 2023.    | 25. prosinca 2023.    | 25. prosinca 2023.    |
| 8      | 11.    | 7. siječnja 2022.      | 25. veljače 2022.    | 10. ožujka 2022.    | 28. travnja 2022.     | 16. kolovoza 2023.    | 25. kolovoza 2023.    | 18. svibnja 2022.     | 9. lipnja 2022.       |                       |
|        | 12.    | Božični specijal 2022. | 26. prosinca 2022.   | 26. prosinca 2022.  | 15. srpnja 2023.      | 15. srpnja 2023.      | –                     | –                     | 26. prosinca 2023.    | 26. prosinca 2023.    |
| 8      | 12.    | 6. siječnja 2023.      | 24. veljače 2023.    | 20. travnja 2023.   | 8. lipnja 2023.       | 26. prosinca 2023.    | 2. siječnja 2024.     | 23. svibnja 2023.     | 1. lipnja 2023.       |                       |
|        | 13.    | Božični specijal 2023. | 26. prosinac 2023.   | 26. prosinac 2023.  | 30. svibnja 2024.     | 30. svibnja 2024.     | –                     | –                     | 1. siječnja 2024.     | 1. siječnja 2024.     |
| 8      | 13.    | 4. veljače 2024.       | 24. ožujka 2024.     | 11. travnja 2024.   | 23. svibanj 2024.     | 26. travnja 2024.     | –                     | –                     | 14. lipnja 2024.      |                       |
|        | 14.    | Božični specijal 2024. | 24. prosinac 2024.   | 24. prosinac 2024.  | –                     | –                     | –                     | –                     | –                     | –                     |
| 8      | 14.    | 31. siječnja 2025.     | 28. ožujka 2025.     | 27. ožujka 2025.    | –                     | 14. travnja 2025.     | –                     | –                     | 2. lipnja 2025.       |                       |

## Glumačka postava
U prve dvije sezone glavni lik bio je Richard Poole, žrtva ubojstva na početku treće sezone: za rješavanje slučaja njegove smrti bio je Humphrey Goodman, inspektor poslan iz Londona da istraži zločin i novi protagonist četiri sezone. Od šeste sezone preuzima inspektor Jack Mooney, a zauzvrat ga zamjenjuje mladi Neville Parker počevši od devete sezone.
| Glumac             | Lik                          | Sezone / Božični Specijali (BS) | Sezone / Božični Specijali (BS) | Sezone / Božični Specijali (BS) | Sezone / Božični Specijali (BS) | Sezone / Božični Specijali (BS) | Sezone / Božični Specijali (BS) | Sezone / Božični Specijali (BS) | Sezone / Božični Specijali (BS) | Sezone / Božični Specijali (BS) | Sezone / Božični Specijali (BS) | Sezone / Božični Specijali (BS) | Sezone / Božični Specijali (BS) | Sezone / Božični Specijali (BS) | Sezone / Božični Specijali (BS) | Sezone / Božični Specijali (BS) | Sezone / Božični Specijali (BS) | Sezone / Božični Specijali (BS) | Sezone / Božični Specijali (BS) |
| Glumac             | Lik                          | 1.                              | 2.                              | 3.                              | 4.                              | 5.                              | 6.                              | 7.                              | 8.                              | 9.                              | 10.                             | BS '21.                         | 11.                             | BS '22.                         | 12.                             | BS '23.                         | 13.                             | BS' 24.                         | 14.                             |
| ------------------ | ---------------------------- | ------------------------------- | ------------------------------- | ------------------------------- | ------------------------------- | ------------------------------- | ------------------------------- | ------------------------------- | ------------------------------- | ------------------------------- | ------------------------------- | ------------------------------- | ------------------------------- | ------------------------------- | ------------------------------- | ------------------------------- | ------------------------------- | ------------------------------- | ------------------------------- |
| Ben Miler          | Richard Poole                | Glavni                          | Glavni                          | Sporedni                        |                                 |                                 | Gost                            |                                 |                                 |                                 | Gost                            |                                 |                                 |                                 |                                 |                                 |                                 |                                 |                                 |
| Gary Carr          | Pozornik/Narednik Fidel Best | Glavni                          | Glavni                          | Glavni                          |                                 |                                 |                                 |                                 |                                 |                                 |                                 |                                 |                                 |                                 |                                 |                                 |                                 |                                 |                                 |
| Sara Martins       | Camille Bordey               | Glavni                          | Glavni                          | Glavni                          | Glavni                          |                                 |                                 |                                 |                                 | Gost                            |                                 |                                 |                                 |                                 |                                 |                                 | Gost                            |                                 |                                 |
| Danny John-Jules   | Narednik Dwayne Myers        | Glavni                          | Glavni                          | Glavni                          | Glavni                          | Glavni                          | Glavni                          | Glavni                          |                                 |                                 |                                 | Gost                            |                                 |                                 |                                 |                                 | Glavni                          | Glavni                          | Glavni                          |
| Élizabeth Bourgine | Catherine Bordey             | Sporedni                        | Glavni                          | Glavni                          | Glavni                          | Glavni                          | Glavni                          | Glavni                          | Glavni                          | Glavni                          | Glavni                          | Glavni                          | Glavni                          | Glavni                          | Glavni                          | Glavni                          | Glavni                          | Glavni                          | Glavni                          |
| Don Warrington     | Načelnik Selwyn Patterson    | Glavni                          | Glavni                          | Glavni                          | Glavni                          | Glavni                          | Glavni                          | Glavni                          | Glavni                          | Glavni                          | Glavni                          | Glavni                          | Glavni                          | Glavni                          | Glavni                          | Glavni                          | Glavni                          | Glavni                          | Glavni                          |
| Kris Marshall      | Humphrey Goodman             |                                 |                                 | Glavni                          | Glavni                          | Glavni                          | Glavni                          |                                 |                                 |                                 |                                 |                                 |                                 |                                 |                                 |                                 |                                 |                                 |                                 |
| Joséphine Jobert   | Narednik Florence Cassell    |                                 |                                 |                                 | Glavni                          | Glavni                          | Glavni                          | Glavni                          | Glavni                          |                                 | Glavni                          | Glavni                          | Glavni                          |                                 |                                 |                                 | Sporedni                        |                                 |                                 |
| Tobi Bakare        | Pozornik JP Hooper           |                                 |                                 |                                 | Glavni                          | Glavni                          | Glavni                          | Glavni                          | Glavni                          | Glavni                          | Glavni                          |                                 |                                 |                                 |                                 |                                 | Gost                            |                                 |                                 |
| Ardal O'Hanlon     | Jack Mooney                  |                                 |                                 |                                 |                                 |                                 | Glavni                          | Glavni                          | Glavni                          | Glavni                          |                                 |                                 |                                 |                                 |                                 |                                 |                                 |                                 |                                 |
| Ginny Holder       | Darlene Curtis               |                                 |                                 |                                 |                                 |                                 |                                 | Sporedni                        |                                 |                                 |                                 |                                 | Glavni                          | Glavni                          | Glavni                          | Glavni                          | Glavni                          | Glavni                          | Glavni                          |
| Shyko Amos         | Ruby Patterson               |                                 |                                 |                                 |                                 |                                 |                                 |                                 | Glavni                          | Glavni                          |                                 |                                 |                                 |                                 |                                 |                                 |                                 |                                 |                                 |
| Aude Legastelois   | Madeleine Dumas              |                                 |                                 |                                 |                                 |                                 |                                 |                                 | Glavni                          | Glavni                          |                                 |                                 |                                 |                                 |                                 |                                 |                                 |                                 |                                 |
| Ralf Little        | Neville Parker               |                                 |                                 |                                 |                                 |                                 |                                 |                                 |                                 | Glavni                          | Glavni                          | Glavni                          | Glavni                          | Glavni                          | Glavni                          | Glavni                          | Glavni                          |                                 |                                 |
| Tahj Miles         | Marlon Pryce                 |                                 |                                 |                                 |                                 |                                 |                                 |                                 |                                 |                                 | Glavni                          | Glavni                          | Glavni                          | Glavni                          | Glavni                          | Glavni                          | Glavni                          |                                 |                                 |
| Shantol Jackson    | Naomi Thomas                 |                                 |                                 |                                 |                                 |                                 |                                 |                                 |                                 |                                 |                                 |                                 | Glavni                          | Glavni                          | Glavni                          | Glavni                          | Glavni                          | Glavni                          | Glavni                          |
| Don Gilet          | Mervin Wilson                |                                 |                                 |                                 |                                 |                                 |                                 |                                 |                                 |                                 |                                 |                                 |                                 |                                 |                                 |                                 |                                 | Glavni                          | Glavni                          |

## Spinoff
28. lipnja 2022. najavljena je spin-off serija, S one strane raja (Beyond Paradise), u kojoj će se Kris Marshall vratiti u ulozi Humphreyja Goodmana i Sally Bretton u ulozi Marthe Lloyd, njegove partnerice. Snimanje je započelo u kolovozu 2022. godine. Premijerno prikazivanje serije započelo je 24. veljače 2023. a 7. travnja je obnovljeno za drugu sezonu i božični specijal.

## Vanjske poveznice
- Službena stranica na bbc.co.uk
- Službena stranica na fox.tv
- Smrt u raju u internetskoj bazi filmova IMDb-a